# Севернокорейски вон
Вижте пояснителната страница за други значения на вон.
Севернокорейският вон (на корейски: 조선민주주의인민공화국 원, обозначение: ₩, код: KPW) е валутата на Северна Корея. Замества корейската йена през 1947 г. Има почти същата стойност като южнокорейския, въпреки че преди време първият е бил доста по-скъп.
Подобно на валутите в други социалистически страни вонът има 2 разновидности в обращение – валута за чужденци и валута за вътрешна употреба. Валутата за външна употреба обаче започва постепенно да бъде измествана, тъй като много чужденци плащат в евро или долари. Един вон се дели на 100 чон. Купюрите са от 1, 5, 10, 50, 100, 200, 500, 1000, 5000 и 10 000 вона. Основните цветове на банкнотите са нюанси на зеленото и червеното. По курс от юни 2010: $1 = ₩143,08, 1 лв. = ₩90,52 и €1 = ₩177,03.